# Tournoi de tennis d'Orléans
L'Open d'Orléans (CO’Met Orléans Open depuis 2023) est un tournoi international de tennis masculin ayant lieu tous les ans au mois de septembre ou d'octobre dans la ville française d'Orléans située dans le département du Loiret, en région Centre-Val de Loire. Le tournoi attire un peu plus de 18 000 spectateurs sur l'ensemble de la semaine de compétition.

## Présentation
La première édition du tournoi s'est tenue en 2005.
Le tournoi se joue au palais des sports d'Orléans sur dur.
Le plus souvent, la compétition se déroule une semaine après l'Open de Rennes (Ille-et-Vilaine), un autre tournoi français de l'ATP Challenger Tour.
La dotation pour l'année 2010 est de 106 500 €, ce qui en fait alors le 7e tournoi français, le 5e tournoi indoor et le plus doté des sept tournois Challenger français.
En 2010, l'ancien joueur Sébastien Grosjean rejoint le comité d'organisation du tournoi en tant qu'ambassadeur.
Cette année-là, le tournoi se dote de la technologie Hawk-Eye, une première pour un tournoi du circuit Challenger.
Le tournoi est prolongé jusqu'en 2016 dans le calendrier mondial Challenger.

## Palmarès

### En simple
| Année | Vainqueur                              | Finaliste                              | Score                                  | Tableau                                |
| ----- | -------------------------------------- | -------------------------------------- | -------------------------------------- | -------------------------------------- |
| 2005  | Cyril Saulnier                         | Nicolas Mahut                          | 6-3, 6-4                               |                                        |
| 2006  | Olivier Rochus                         | Michaël Llodra                         | 7-60, 7-66                             |                                        |
| 2007  | Olivier Rochus                         | Nicolas Mahut                          | 6-4, 6-4                               |                                        |
| 2008  | Nicolas Mahut                          | Christophe Rochus                      | 5-7, 6-1, 7-62                         |                                        |
| 2009  | Xavier Malisse                         | Stéphane Robert                        | 6-1, 6-2                               |                                        |
| 2010  | Nicolas Mahut                          | Grigor Dimitrov                        | 2-6, 7-66, 7-64                        |                                        |
| 2011  | Michaël Llodra                         | Arnaud Clément                         | 7-5, 6-1                               |                                        |
| 2012  | David Goffin                           | Ruben Bemelmans                        | 6-4, 3-6, 6-3                          |                                        |
| 2013  | Radek Štěpánek                         | Leonardo Mayer                         | 6-3, 6-4                               |                                        |
| 2014  | Serhiy Stakhovsky                      | Thomaz Bellucci                        | 6-2, 7-5                               |                                        |
| 2015  | Jan-Lennard Struff                     | Jerzy Janowicz                         | 5-7, 6-4, 6-3                          |                                        |
| 2016  | Pierre-Hugues Herbert                  | Norbert Gombos                         | 7-5, 4-6, 6-3                          |                                        |
| 2017  | Norbert Gombos                         | Julien Benneteau                       | 6-3, 5-7, 6-2                          |                                        |
| 2018  | Aljaž Bedene                           | Antoine Hoang                          | 4-6, 6-1, 7-66                         |                                        |
| 2019  | Mikael Ymer                            | Grégoire Barrère                       | 6-3, 7-5                               |                                        |
| 2020  | Édition annulée (pandémie de Covid-19) | Édition annulée (pandémie de Covid-19) | Édition annulée (pandémie de Covid-19) | Édition annulée (pandémie de Covid-19) |
| 2021  | Henri Laaksonen                        | Dennis Novak                           | 6-1, 2-6, 6-2                          |                                        |
| 2022  | Grégoire Barrère                       | Quentin Halys                          | 4-6, 6-3, 6-4                          |                                        |
| 2023  | Tomáš Macháč                           | Jack Draper                            | 6-4, 4-6, 6-3                          |                                        |
| 2024  | Jacob Fearnley                         | Harold Mayot                           | 6-3, 7-65                              |                                        |

### En double
| Année | Vainqueurs                               | Finalistes                                       | Score              | Tableau         |
| ----- | ---------------------------------------- | ------------------------------------------------ | ------------------ | --------------- |
| 2005  | Julien Benneteau Nicolas Mahut           | Grégory Carraz Antony Dupuis                     | 3-6, 6-4, 6-2      |                 |
| 2006  | Grégory Carraz Dick Norman               | Jean-René Lisnard Jérôme Haehnel                 | 7-67, 6-1          |                 |
| 2007  | Frank Moser James Cerretani              | Michał Przysiężny Tomasz Bednarek                | 6-1, 7-66          |                 |
| 2008  | Serhiy Stakhovsky Lovro Zovko            | Jean-Claude Scherrer Igor Zelenay                | 7-67, 6-4          |                 |
| 2009  | Ken Skupski Colin Fleming                | Sébastien Grosjean Olivier Patience              | 6-1, 6-1           |                 |
| 2010  | Pierre-Hugues Herbert Nicolas Renavand   | Sébastien Grosjean Nicolas Mahut                 | 7-63, 1-6, 1-0 ab. |                 |
| 2011  | Pierre-Hugues Herbert Nicolas Renavand   | David Škoch Simone Vagnozzi                      | 7-5, 6-3           |                 |
| 2012  | Lukáš Dlouhý Gilles Müller               | Xavier Malisse Ken Skupski                       | 6-2, 65-7, [10-7]  |                 |
| 2013  | Illya Marchenko Serhiy Stakhovsky        | Ričardas Berankis Franko Škugor                  | 7-5, 6-3           |                 |
| 2014  | Thomaz Bellucci André Sá                 | James Cerretani Andreas Siljeström               | 5-7, 6-4, [10-8]   |                 |
| 2015  | Tristan Lamasine Fabrice Martin          | Ken Skupski Neal Skupski                         | 6-4, 7-62          |                 |
| 2016  | Nikola Mektić Franko Škugor              | Ariel Behar Andrei Vasilevski                    | 6-2, 7-5           |                 |
| 2017  | Guillermo Durán Andrés Molteni           | Jonathan Eysseric Tristan Lamasine               | 6-3, 64-7, [13-11] |                 |
| 2018  | Luke Bambridge Jonny O'Mara              | Yannick Maden Tristan-Samuel Weissborn           | 6-2, 6-4           |                 |
| 2019  | Romain Arneodo Hugo Nys                  | Hans Podlipnik-Castillo Tristan-Samuel Weissborn | 65-7, 6-3, [10-1]  |                 |
| 2020  | Édition annulée                          | Édition annulée                                  | Édition annulée    | Édition annulée |
| 2021  | Pierre-Hugues Herbert Albano Olivetti    | Antoine Hoang Kyrian Jacquet                     | 6-2, 2-6, [11-9]   |                 |
| 2022  | Nicolas Mahut Édouard Roger-Vasselin     | Michael Geerts Skander Mansouri                  | 6-2, 6-4           |                 |
| 2023  | Constantin Frantzen Hendrik Jebens       | Henry Patten John-Patrick Smith                  | 7-65, 7-612        |                 |
| 2024  | Benjamin Bonzi Sascha Gueymard Wayenburg | Manuel Guinard Grégoire Jacq                     | 7-67, 4-6, [10-5]  |                 |

## Galerie d'images

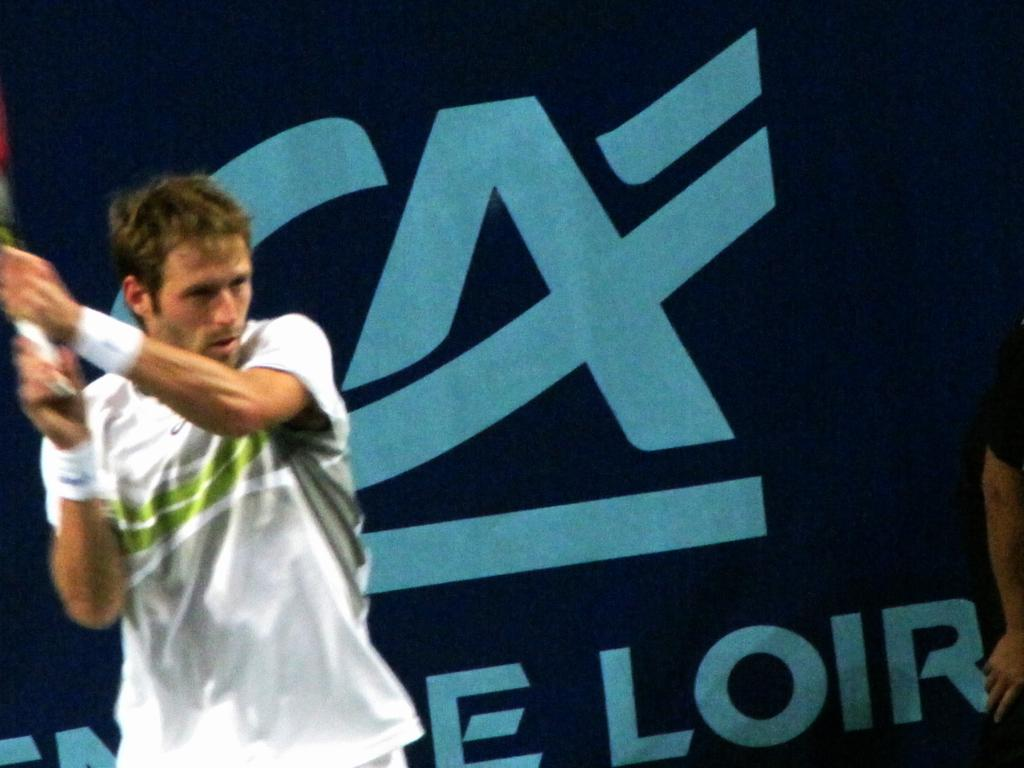
Stéphane Robert lors de l'Open d'Orléans 2009
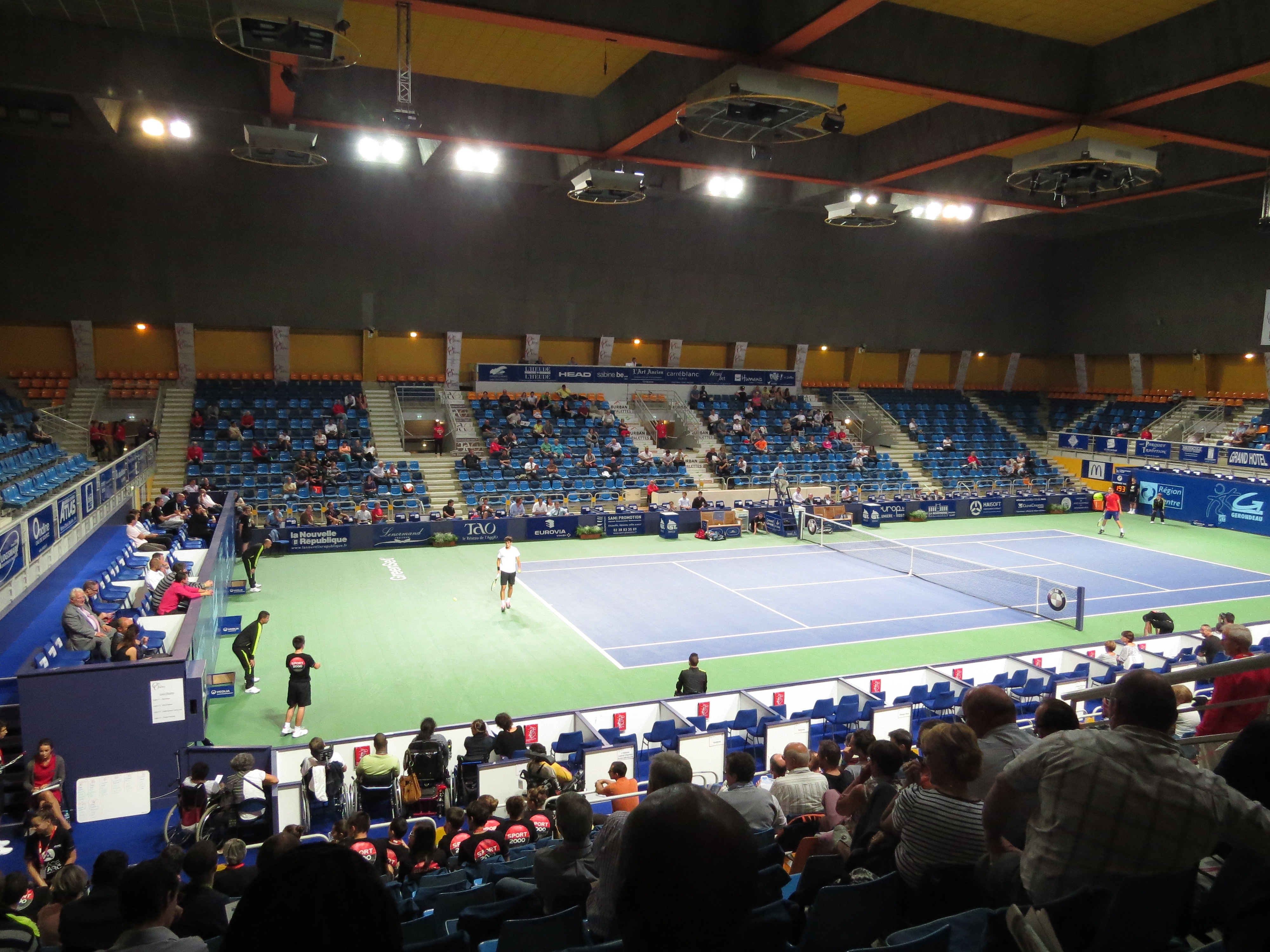
Le Palais des Sports lors de l'édition 2013
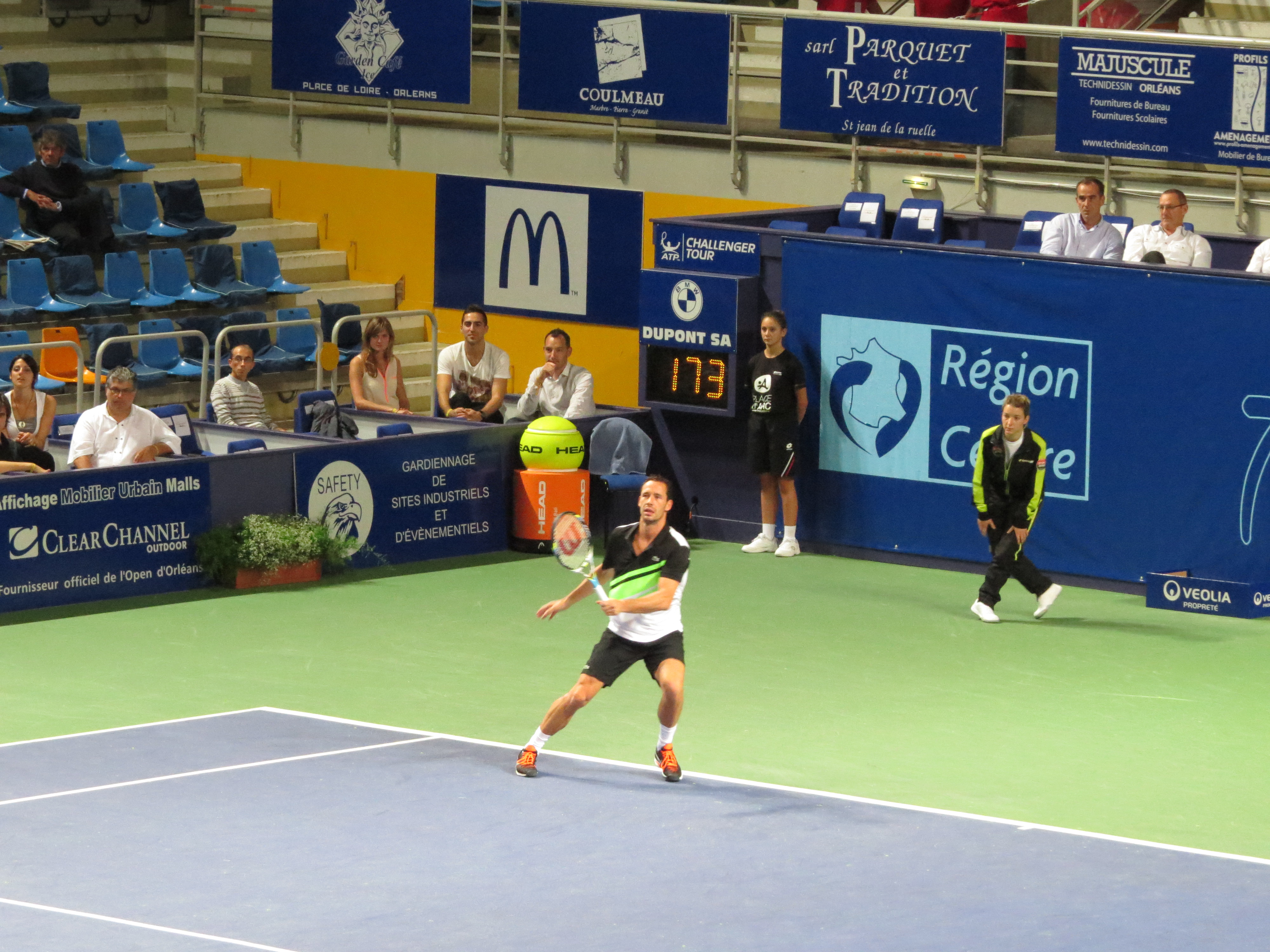
Mickaël Llodra lors de l'édition 2013